# Raglan Castle
Raglan Castle è un castello tardo medioevale situato appena a nord del villaggio di Raglan nella contea di Monmouthshire nel sud-est del Galles. Venne costruito nel XII secolo ma le rovine visibili oggi risalgono ad una costruzione del XV secolo e anni seguenti. Come per il vecchio castello, si seguirono gli schemi costruttivi del motte-and-bailey, presenti nella maggior parte dei castelli di questo periodo nella zona. Il massimo livello di potenza e splendore del castello si ebbe dal XV al XVI secolo quando fu residenza-fortezza dell'eminente famiglia degli Herbert. La sua distruzione portò al termine del più lungo assedio della guerra civile inglese.

## Storia
L'attuale castello venne costruito nel 1435 da Sir William ap Thomas, che sposò l'erede Raglan, Elizabeth Bloet nel 1406. Dopo la sua morte il figlio, William Herbert, continuò i lavori. Continua il dibattito su chi realizzò la costruzione della Grande Torre, la caratteristica più importante del presente maniero.
Il castello fu la casa d'infanzia di Henry Tudor, poi re Enrico VII, che fu posto sotto la custodia di William Herbert durante la Guerra delle due rose.
Nel tardo XVI secolo, il castello venne trasformato in una grandiosa e lussuosa mansion dalla famiglia Somerset, conti e poi marchesi del Worcester, che ereditarono il castello di Raglan a seguito di un matrimonio.
La guerra civile inglese portò alla rovina del castello. Henry Somerset, primo marchese di Worcester, era un convinto sostenitore di Carlo I d'Inghilterra che ospitò nel castello in due occasioni. Nel 1646, le fortune del re erano in declino e le principali città e castelli di Inghilterra e Galles erano nelle mani del Parlamento inglese. La caduta della città di Oxford liberata dalle forze parlamentari consentì di completare l'assedio al castello e, dopo molti mesi, il marchese fu costretto ad arrendersi al Generale Fairfax il 19 agosto 1646. Il castello venne quasi demolito e la Grande Torre fu pressoché distrutta.
Per tutto il XVIII e XIX secolo il castello fu un pittoresco ammasso di rovine e una comoda fonte di materiali da costruzione per la popolazione locale. Nel XX secolo, i duchi di Beaufort ed i marchesi di Worcester provvidero ad una nuova riedificazione mettendolo poi a disposizione dello Stato. Esso è attualmente gestito dalla Cadw.

## Dettagli architettonici

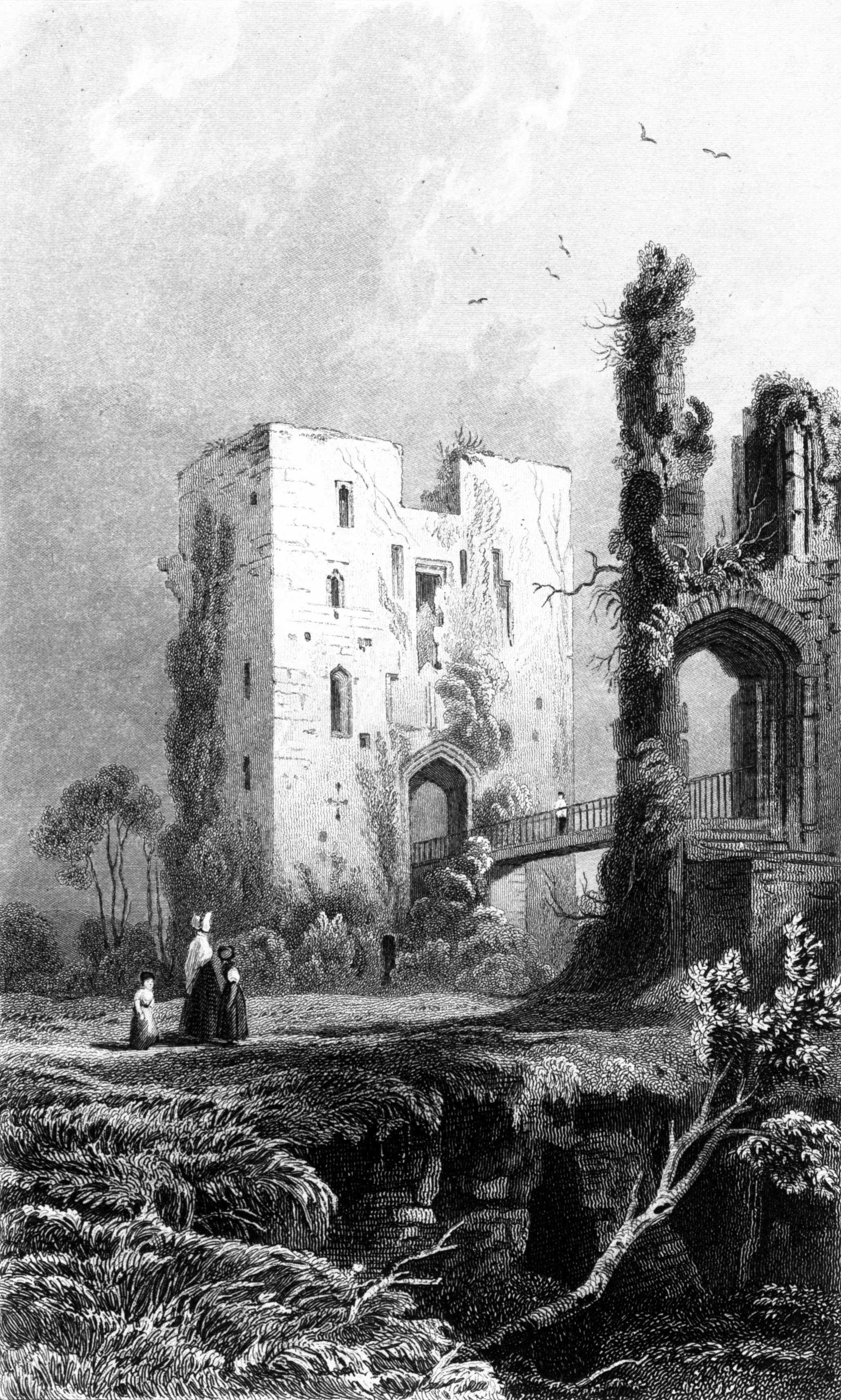
Una vista delle rovine del castello nel XIX secolo.

La parte principale del castello è molto approssimativamente rettangolare, con una grande sala al centro e cortili ai lati, ognuno dei quali circondato da torri e gruppi di appartamenti. La grande torre, o Yellow Tower of Gwent, costruita come enclave per la famiglia del castellano, si trova in un fossato, separato dal resto dell'edificio, al quale è connessa da un ponte levatoio.
L'ingresso al castello avviene attraverso il cancello bianco (XVI secolo), di cui rimane ben poco. In origine, questo era preceduto dalla Porta Rossa, ora totalmente distrutta. Attraversando un ponte, oltrepassando la portineria monumentale, si accede alla Stone Court, costruita intorno al 1460, ai tempi di Sir William Herbert. La zona dei servizi, a destra e fino alla torre delle cucine, è oggi quasi completamente in rovina e solo le fondazioni indicano le misure originarie. A sinistra si trova il muro superstite della Grande sala, con una superba Erker. Sopra esisteva la cappella, la lunga galleria ed una serie di camini ancora visibili. Attraverso la Hall, si entra nella Corte della Fontana, così chiamata per la fontana con la statua di un cavallo bianco, di cui rimane solo uno zoccolo. Tutto intorno ci sono resti di sontuosi appartamenti costruiti nella ricostruzione avvenuta durante l'età elisabettiana. Dal castello si ha una bella vista sulla campagna circostante.